# Борислав (город)
Борисла́в (укр. Борисла́в) — город в Дрогобычском районе Львовской области Украины. Административный центр Бориславской городской общины. Единственный в мире город, расположенный на промышленном нефте-озокеритном и газовом месторождении.
Борислав является частью Дрогобычско-Бориславского промышленного района, в который входит также небольшой город Стебник. Частью той же агломерации являются курорты Трускавец и Сходница.
Площадь г. Борислава — 30,7 км². Население Борислава — 37,0 тысяч жителей (по состоянию на 1 января 2005 г.). До Львова 115 км железными дорогами и 96 км автодорогами.

## Географическое положение, рельеф, климат
Город расположен в предгорьях и северо-восточных склонах Украинских Карпат и в межгорных ложбинах на реке Тысменице.
Высота над уровнем моря — 308—641 м.
Через Борислав протекают притоки Тысменицы — потоки Раточинка, Крушельница, Безымянный, Ропный, Понерлянка, Лошень и другие, которые во время паводков и наводнений широко разливаются, нанося ущерб городу.
- Климат: По статистическим климатическим данным в Бориславе умеренно континентальный (умеренно тёплый и влажный климат). На образование погоды определённого типа имеет влияние морской воздух, который создаёт зимой оттепели. сильную облачность и снежность, а летом прохладу и дождь. В свою очередь континентальный воздух приносит жаркую погоду летом и морозы зимой. Меньшую роль играют тропические и арктические воздушные массы.
- Температура: Среднегодовая температура (+7,6 °C) делает Борислав похожим на кавказские курорты, в частности на Кисловодск (+7,7 °C). Самые жаркие месяцы в Бориславе — июль и август со среднемесячной температурой около +18 — +22 °C. Наиболее холодным считается январь −4,1 °C. Средняя температура за три весенних месяца колеблется в районе +14 °C. Осенью также не очень холодно, средняя температура около +12 °C.
- Осадки: Среднемесячные суммы осадков для Борислава не выходят за пределы 759—820 мм. Наибольшее количество осадков в Бориславе приходится на период конца весны и лето (особенно на июнь и июль), а наименьшее — на зиму. Увлажняемость повышается из-за значительных осадков — ливней и гроз.
- Влажность и давление воздуха: Для Борислава характерна высокая влажность воздуха (зимой — 71-81 %, летом — 83 %) и пониженное атмосферное давление, которое колеблется в течение года в пределах 725—742 мм рт. ст. Высокая влажность особенно ощутима утром и вечером, днём она приближается к оптимальной. А поэтому, несмотря на высокую температуру воздуха, утром и вечером относительно прохладно. Периоды с наивысшим уровнем относительной влажности — август-октябрь, с наиболее низким — апрель-май. Количество туманных дней не превышает 20-25 в году. Приблизительно столько же дней с грозами. Среднее количество облачных дней в году — 99, ясных и солнечных — около 98. Наибольшая облачность наблюдается в ноябре, наименьшая — в августе-сентябре. Часто бывают западные ветры, иногда бывают сильные ветры, облачность, снежность.
- Буково-еловые леса в окрестностях Борислава — 359 га, сельскохозяйственные угодья — 815 га.
- Полезные ископаемые: нефть, газ, озокерит, менилитовые сланцы, песок, гипс, соль, минеральные воды типа «Нафтуся» (10 источников). Горные породы, в которых встречаются эти минеральные вещества, принадлежат к более поздним третичным образованиям, тянущимся в сопровождении соленосных слоёв по всему северному краю Карпатских гор. Выступающие здесь на земную поверхность песок и песчаник так пропитаны горными маслами, что образуют мягкую, вязкую массу.
- В Бориславе находится геологический памятник «Разрез палеогена», площадь 2 га.

## История
Поблизости с Бориславом в I тысячелетии до н. э. на скальной группе Камень, существовало языческое святилище племён культуры фракийского гальштата, которые проживали в этом краю в эпоху бронзы. На скале Камень учёные нашли 270 петроглифов. В IX—XIII столетиях на этих скалах существовала древнерусская крепость Тустань.
Город Борислав получил своё название от монастыря, вокруг которого позже возникло одноимённое село. Его южную часть называли «Потоком», а северную — «Новым светом». Современный Борислав находится на территории старинных поселений — Борислава, Бани Котовской, Губичи, Мразницы, Тустановичи (от названия крепости Тустань), которые начиная со второй половины XIX века быстро застраивались и в начале XX века слились в один город.
Первое письменное упоминание о Бориславе — в грамоте польской королевы Ядвиги от 19 марта 1387 года.
В XV—XVIII веках Борислав был одним из центров солеварения Польши. Отсюда соль возили в Литву, Венгрию, Румынию. В конце 18 ст. наступает упадок солеварения и Борислав становится маленьким неприметным селом. Так длится до начала нефтедобычи.
По первому разделу Речи Посполитой (1772) Борислав в составе Королевства Галиции и Лодомерии попал под власть Габсбургов (позже — Австрийская (Австро-Венгерская) империя).
Начиная с середины XIX века Борислав стал известным промышленным центром добычи и переработки нефти, озокерита и газа. Это стало возможным в том числе благодаря разработкам Иоганна Зега.
Бориславское месторождение озокерита (открытое в 1854 году львовским промышленником Робертом Домсом) — являлось одним из наибольших в мире по запасам и уровню добычи. Во второй половине XIX века бориславский озокерит использовался для изоляции первого трансатлантического кабеля между Европой и США. В начале нефть добывалась путём копания колодцев, с 1861 года нефть начала добываться при помощи скважин, пробурённых Р. Домсом.
Промышленная разработка бориславского нефтяного месторождения началась в 60-х годах XIX века и в 1909 году достигла максимальной доли, 5 % мировой добычи нефти.
31 декабря 1872 год в Бориславе введена в эксплуатацию железная дорога.

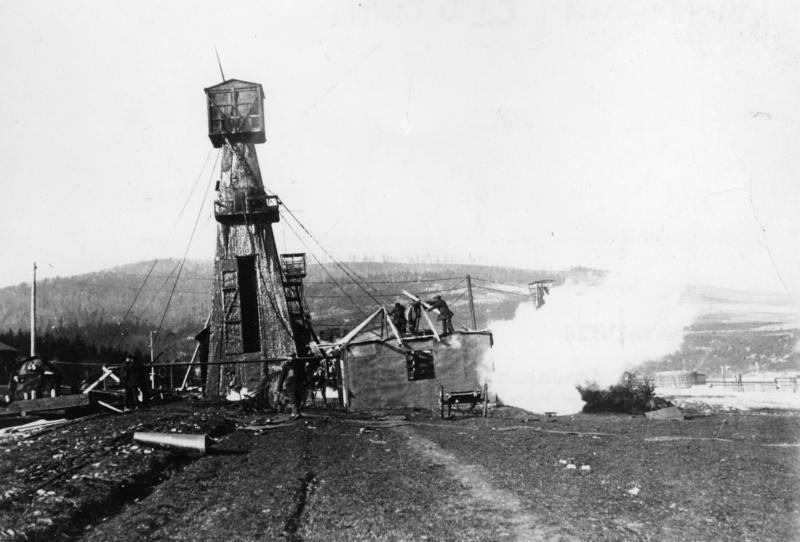
Добыча нефти, 1909 год

В связи с развитием нефтедобычи, вдоль правого берега Тысменицы началось строительство улицы Панской (современное название — Шевченко) — главной магистрали будущего города. За счёт миграции рабочих на нефтепромыслы быстро растёт численность населения Борислава. На территории бывшего села быстро вырос «лес» нефтяных и озокеритовых вышек. Фирмы США, Канады, Бельгии, Франции, Германии вели нещадную эксплуатацию месторождений, не уделяя никакого внимания охране окружающей среды и безопасности труда. Смерть и потеря трудоспособности были обычными явлениями на нефтепромыслах. Окружающей среде был нанесён непоправимый ущерб. Выдающийся украинский писатель Иван Франко, автор романа «Борислав смеётся», называл тогдашний Борислав «Галицким адом».
С сентября 1914 по июль 1915 года — в составе Галицийского генерал-губернаторства Российской империи.
С 1918 по 1939 год — в составе Львовского воеводства Польской Республики.
Согласно постановлению Совета Министров Польши от 20 мая 1930 года к Бориславу были присоединены окружающие поселения, которые образовали современный Борислав, а 26 июля 1933 года — формально утверждены новые городские права.

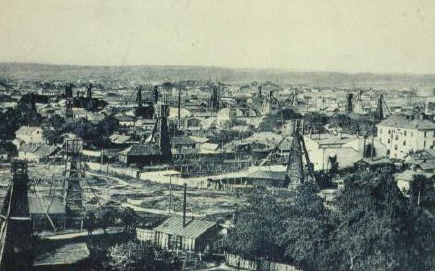
Промышленный Борислав в 1920 году

Нефтедобыча сильно пострадала во время мирового экономического кризиса и продолжала падать в дальнейшем из-за истощения месторождений. Во время Второй мировой войны бориславская нефть поставлялась в Третий Рейх. После войны в результате операции «Висла» на данную территорию попало много лемков, выходцев с территории современной Польши. Поляки, составлявшие основное ядро руководства и пролетариата нефтедобывающих промыслов, уехали в Польшу. Эти кадры были заменены местными. В результате открытия новых месторождений в 1969 году был достигнут максимальный уровень добычи нефти в Бориславе — 569 тыс. тонн.
1 сентября 1939 года германские войска напали на Польшу, началась Германо-польская война 1939 года.
17 сентября 1939 года Красная Армия Советского Союза напала на Польшу. 28 сентября 1939 года был подписан Договор о дружбе и границе между СССР и Германией.
27 октября 1939 года установлена Советская власть.
C 14 ноября 1939 года в составе Украинской Советской Социалистической Республики Союза Советских Социалистических Республик.
4 декабря 1939 года в Дрогобычской области (Указ Президиума Верховного совета СССР от 4 декабря 1939 года).
10 января 1940 года стал центром Бориславского района Дрогобычской области. В 1940 году стал городом.
22 июня 1941 года германские войска напали на СССР, началась Великая Отечественная война 1941—1945 годов. Жизнь города перестраивалась на военный лад.
1 июля 1941 года оккупирован германскими гитлеровскими войсками.
С августа 1941 года в Генерал-губернаторстве гитлеровской Германии.
7 августа 1944 года освобождён советскими войсками 4-го Украинского фронта в ходе Львовско-Сандомирской наступательной операции 13.07-29.08.1944 г.: 1-й гвардейской армии — 141-й сд (полковник Пахомов, Иван Сергеевич) 30-го ск (генерал-майор Лазько, Григорий Семёнович), части войск 161-й сд (полковник Новожилов, Виталий Иванович) 18-го гв. ск (генерал-майор Афонин, Иван Михайлович).
Войскам, участвовавшим в освобождении Борислава, приказом Верховного Главнокомандующего от 7 августа 1944 г. объявлена благодарность и в г. Москве дан салют 12-ю артиллерийскими залпами из 124 орудий.
Приказом Верховного Главнокомандующего И. В. Сталина в ознаменование одержанной победы присвоено наименование «Бориславских»:
- 565-й стрелковый полк (подполковник Нотенов, Пётр Борисович)
- 1646-й истребительный противотанковый артиллерийский полк (подполковник Тетерин, Василий Герасимович)
- 203-й отдельный сапёрный батальон (майор Неловко, Иван Емельянович)[10]

23 сентября 1959 года в Борислав из посёлка Подбуж был перенесён центр Подбужского района, который при этом был переименован в Бориславский
В 1969 году представлял собой значительный промышленный центр. Развита нефтедобывающая, озокеритовая, газолиновая промышленность. Имелись заводы: химический, фарфоровый, авторемонтный, ремонтно-механический, газоперерабатывающий; фабрики: швейная, обувная, нетканых материалов; предприятия деревообрабатывающей, лёгкой, пищевой промышленности. Медицинское училище. Ж.-д. станция. Узел шоссейных дорог.

## Население
В 1967 году 35,3 тыс. жителей.
Национальный состав по переписи 2001 года (данные без учёта населённых пунктов, относящихся к городу):
| Национальность | Численность, чел. | Доля    |
| -------------- | ----------------- | ------- |
| Украинцы       | 36 900            | 96,1 %  |
| Русские        | 1000              | 2,6 %   |
| Поляки         | 300               | 0,8 %   |
| Белорусы       | 100               | 0,3 %   |
| Всего          | 38 940            | 100,0 % |

### Языковой состав
Родной язык населения по данным переписи 2001 года:
| Язык       | Численность, чел. | Доля     |
| ---------- | ----------------- | -------- |
| Украинский | 37 459            | 97,44 %  |
| Русский    | 779               | 2,03 %   |
| Другое     | 204               | 0,53 %   |
| Итого      | 38 442            | 100,00 % |

Украинский язык является основным и единственным официальным языком города.

## Промышленность

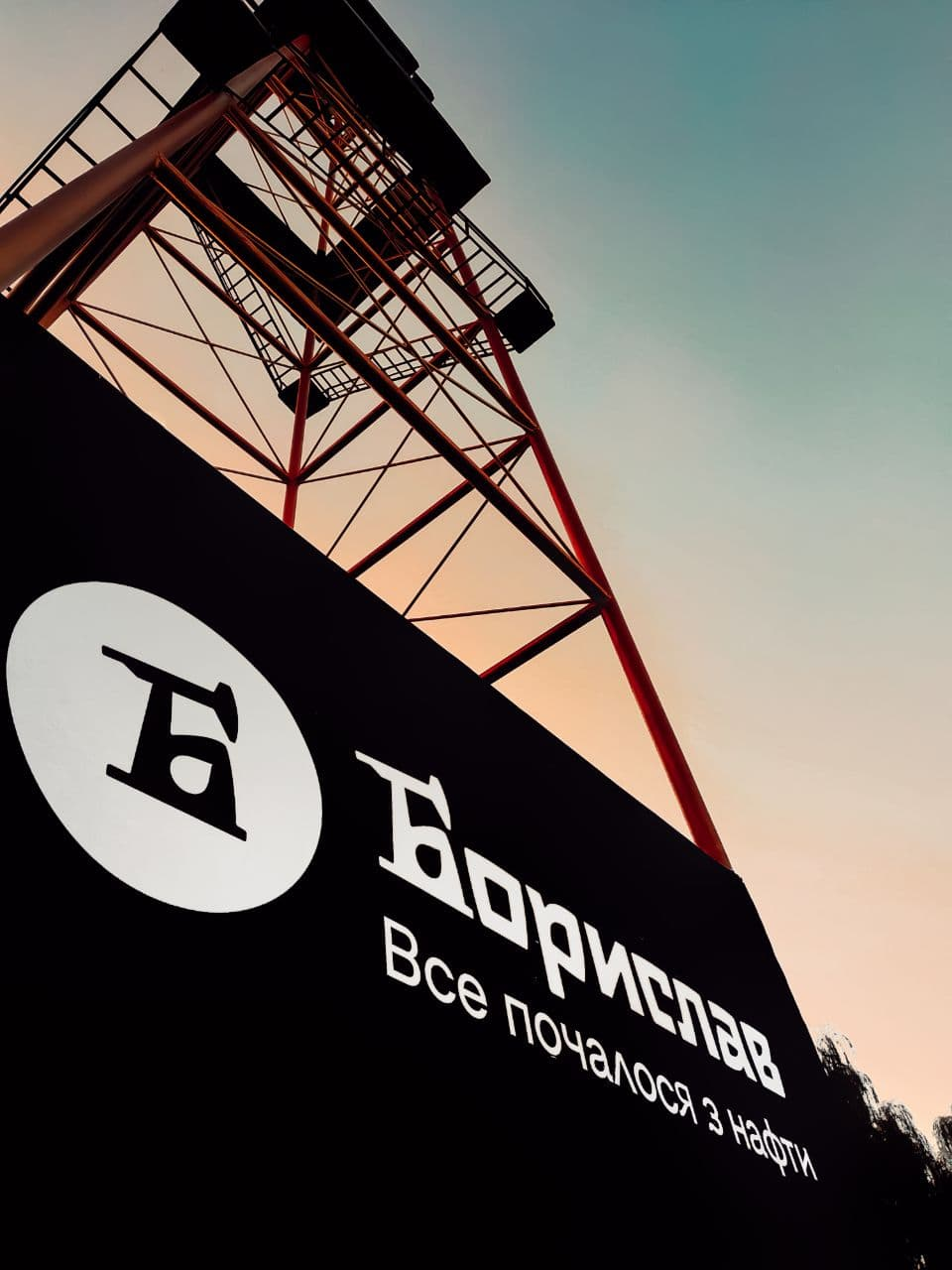
Нефтяная вышка

Ведущая отрасль промышленности — нефтегазодобывающая (управление «Бориславнафтогаз», управление буровых работ).
Нефть поставляется на Дрогобычский нефтеперерабатывающий завод, нефтяной газ — на Бориславский газоперерабатывающий завод.
Перспективы развития Бориславского месторождения связаны с поисками нефти на глубине более 3000 м, внедрение новых методов увеличения нефтеотдачи пород.
Другие отрасли представлены 19 промышленными предприятиями и предприятиями малого бизнеса. Среди них заводы: химический (специализируется на производстве лакокрасочных материалов), экспериментальный литейно-механический (оборудование для нефтегазовой промышленности, битуморезиновой мастики), фарфоровый, «Бориславский озокерит», искусственных алмазов и алмазного инструмента, радиоэлектронной медицинской аппаратуры, «Спецлесмаш», продтоваров, хлебозавод и другие; фабрики: обувная, швейная, клеёных нетканых материалов, мебельная, СХИ «Синтез», МЧП «Галич».

## Транспортное сообщение
Через Борислав проходят шоссейные дороги Дрогобыч-Сходница, Трускавец-Подбуж (Р131). Сообщение с областным центром — шоссейные дороги Р131; А270; Р132; Е471; М06; М17.
Есть автостанция.
Железнодорожная станция Борислав используется как промышленная, пассажирское движение от Дрогобыча до неё отсутствует.
Автотранспортные предприятия города: автоколонна «Львовавтотранс», ЧП «Транспортник», ЧП «Карсан».

## Экологическое состояние
По состоянию на 2004 год Борислав входил в число шести самых зелёных городов Украины. Площадь зелёных насаждений на одного жителя города тут составляла 69,8 м²(по международным нормам этот показатель должен быть не меньше 20 м²).

## Социальная сфера

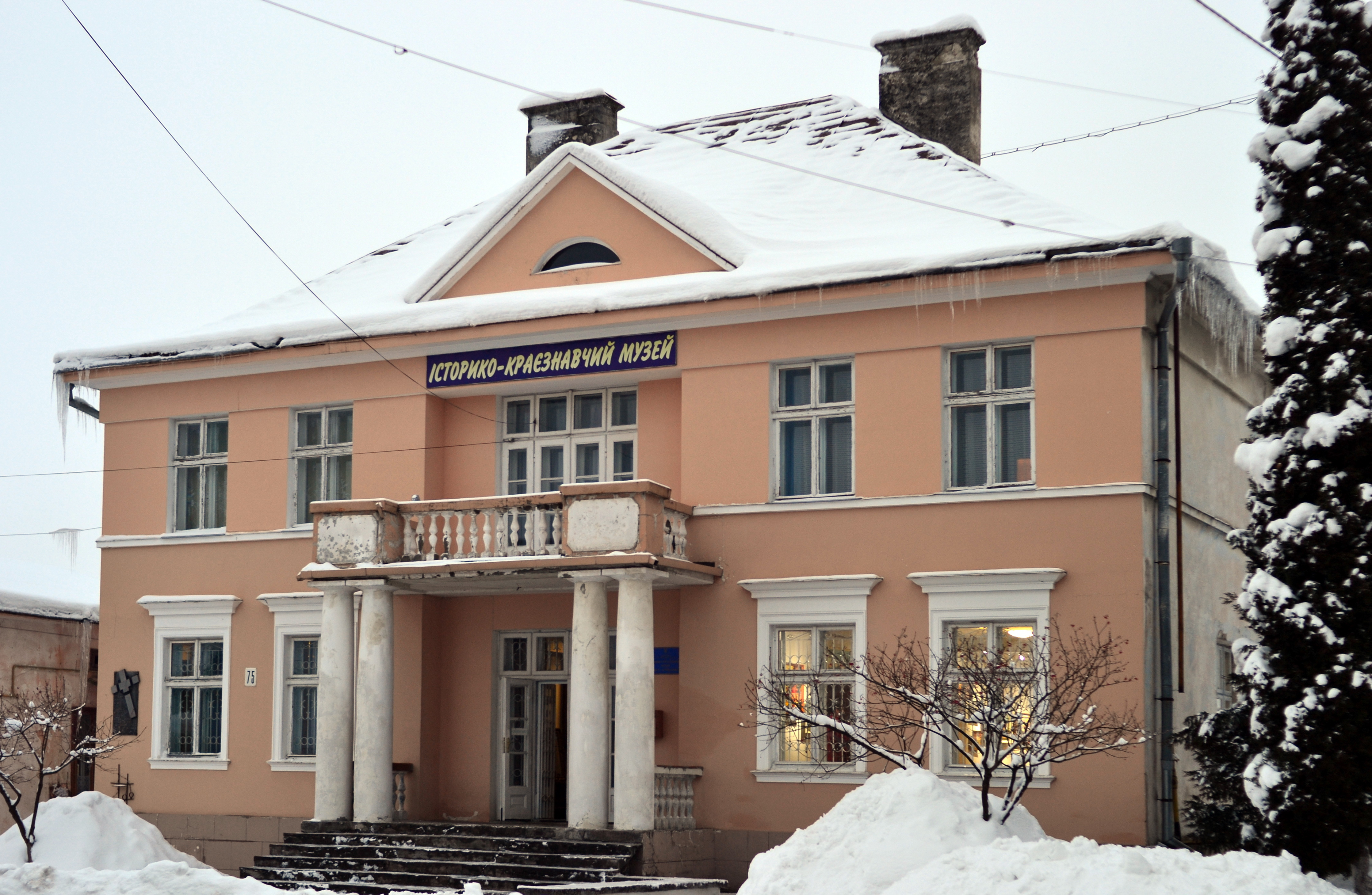
Историко-краеведческий музей

В городе Бориславе находится 9 общеобразовательных школ, санаторная школа-интернат, спецшкола-интернат, государственная гимназия общеобразовательного профиля, филиал Малой Академии Наук, медицинское и профессионально-техническое училища, 13 дошкольных учреждений, детский дом, 5 лечебных учреждений, 10 аптек.

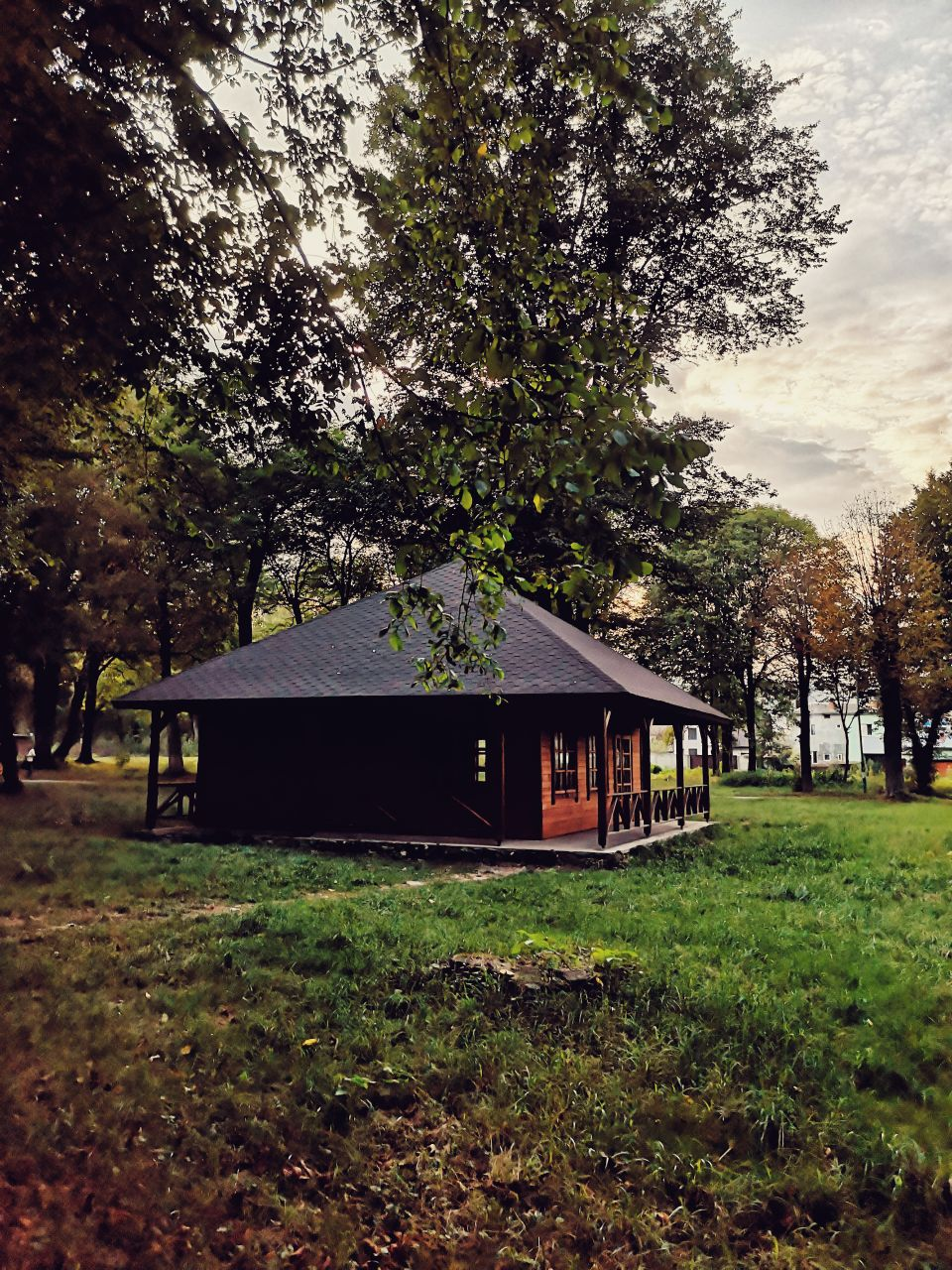
Аптека-музей Иоганна Зега в городском парке

Действуют 12 спортивных залов, 2 стадиона, 1 стрелковый тир «Галицкий стрелок» (руководитель Гниденко Виталий Петрович), 2 ДЮСШ, 2 футбольных клуба, 2 горнолыжных трассы; 4 народные дома «Просвита», детская школа искусств, городской Дворец культуры (в том числе Бориславский Народный самодеятельный театр для детей и юношества под руководством Петра Телюка), Дом школьника, 8 библиотек, кинотеатр, телерадиотранслятор, кабельное телевидение, газета «Нефтяник Борислава» (на укр. языке), радиоредакция «Слово», 3 типографии; 21 религиозная община (16 культовых сооружений).
Народный хор «Лемкивська студэнка» (ос. 1990 г., звание народного с 1995 г.).
Городской историко-краеведческий музей. 5 комнат-музеев. В 2021 году была открыта аптека-музей Иоганна Зега.
В Бориславе действуют 56 общественных объединений, обществ, ассоциаций, благотворительных фондов и организаций; 27 отделений политических партий.

## Проблемы города Борислав
1. Нехватка воды. Несмотря на то, что через территорию города протекает несколько десятков ручьёв и небольших рек, город чувствует острую нехватку питьевой воды в городской сети.
2. Подземные пустоты. Долгие годы из-под земли в Бориславе выкачивали нефть. Вследствие этого под городом образовались обширные пустоты, что грозит обрушением под землю зданий.
4. На территории Борислава осталось более 20 тыс. шурфов-колодцев. Эти колодцы, после того как из них выкачивали нефть, не засыпались землей, а просто прикрывали сверху досками. За сотню лет дерево сгнило, и старые колодцы проваливаются в разных местах города.
3. Сопутствующий нефти газ, который заполняет подвалы домов центральной части города. Несмотря на то, что процесс переселения жителей идёт, в домах повышенной взрывоопасности продолжают жить люди.

## Города-побратимы[17]
- Ломжа (Польша)
- Звягель (Украина)
- Старогард-Гданьский (Польша)